# ساریشوو
ساریشوو (به لاتین: Saryshevo) یک منطقهٔ مسکونی در روسیه است که در باشقیرستان واقع شده‌است.